# Karl Friedrich Werner Nasse
Karl Friedrich Werner Nasse, eigentlich Werner Nasse (* 7. Juni 1822 in Bonn; † 19. Januar 1889 ebenda) war ein deutscher Psychiater.
(Karl Friedrich) Werner Nasse wurde 1822 als Sohn des Psychiaters Christian Friedrich Nasse geboren und studierte an den Universitäten in Bonn und Marburg. Hauptsächlich lernte er von seinem Vater und Maximilian Jacobi, Leiter der Psychiatrie in Siegburg. Nach Studienaufenthalten in Prag, Wien und Paris promovierte er in Bonn 1845 mit der Schrift De singularum cerebri partium functionibus, ex morborum perscrutatione indagatis und arbeitete ab 1847 als Arzt und Direktor einer Privatanstalt für Gemütskranke in Bonn. Von 1854 bis 1863 war er Direktor der Mecklenburger Staats-Irrenanstalt Sachsenberg bei Schwerin und dann von 1865 bis 1866 Direktor der Irrenheilanstalt Siegburg. Danach wurde er zum Direktor der Provinzialirrenanstalt Andernach ernannt. Nasse wurde zum Geheimen Medizinalrat ernannt und wurde 1881 Direktor der Irrenanstalt in Bonn. Außerdem war er auch als o. Professor an der Universität Bonn tätig. Er veröffentlichte zahlreiche Werke zur Psychiatrie.
Der Nationalökonom Erwin Nasse und Physiologe Hermann Nasse waren seine Brüder, der Mediziner Otto Nasse sein Neffe.